# Sakine Cansız
Sakine Cansız (litera ı reprezintă sunetul î din română; în kurdă Sakîne Cansiz, [sækiːnɛ dʒænsɪs]; în turcă Sakine Cansız, [saˈkine ˈdʒɑnsɯz]; n. 12 februarie 1958, Provincia Tunceli, Turcia – d. 10 ianuarie 2013, Paris, Île-de-France, Franța) a fost o membră fondatoare a Partidului Muncitorilor din Kurdistan (PKK).

## Biografie
Angajată încă din tinerețe în cauza kurdă, a fost arestată de către poliția turcă și a fost condamnată la 24 de ani de închisoare, sentința mărindu-se la 76 de ani, după ce a vorbit în kurdă în fața instanței de judecată.
Ea rămâne închisă timp de 12 ani; potrivit unor surse kurde, este supusă la tortură, care , de altfel, este aplicată în mod sistematic prizonierilor politici din Turcia. Eliberată în 1990, a participat la conferința partidului din august 1991, în valea Bekaa, Liban, la inițiativa lui Abdullah Öcalan; sunt prezenți alți lideri și fondatori ai PKK, eliberați și ei din închisorile turcești.
În 2007, autoritățile americane o identifică ca unul dintre principalii colectori de fonduri ai PKK în Europa și plănuiesc arestarea ei.

## Asasinarea
Sakine Cansiz este asasinată în Paris, în incinta centrului de informare a Kurdistanului, în rue la Fayette, în noaptea de 9 spre 10 ianuarie 2013, împreună cu alte două activiste kurde, Fidan Doğan și Leyla Söylemez , eventual, potrivit justiției franceze, de către serviciile secrete turce, MIT. Presupusul criminal, Omer Güney, este un turc în vârstă de 34 ani, care a fost agent de întreținere pe aeroportul din Paris-Charles-de-Gaulle. La câteva luni după crime, o înregistrare audio a unei conversații între Ömer Güney și agenți ai serviciilor secrete din Turcia (MIT), precum și note, sunt puse on-line anonim. Omer Güney avea, de asemenea, fotografii a sute de activiști kurzi în telefonul lui.
Judecătoarea Jeanne Duyé se ocupă de anchetă. În septembrie 2013, computerul magistratei este furat în timpul unui jaf bizar și un plan de evadare a lui Omer Guney a fost dejucat; omul, care a fost închis din ianuarie 21, 2013, în apropiere de Paris, spera  să evadeze cu ajutorul unui membru al MIT". Magistratul, dincolo de posibila implicare a serviciilor secrete din Turcia, nu a reușit să stabilească cine au fost comanditarii, dacă au acționat "cu aprobarea ierarhiei lor," sau "fără știrea ei, în scopul de a discredita sau de a submina procesul de pace", inițiat în vremea aceea între Ankara și Partidului Muncitorilor din Kurdistan, PKK.
Pe 13 decembrie 2016, Ömer Güney a fost dus de la închisoarea din Fresnes la spitalul Salpêtrière din Paris. Avea de mult timp cancer la creier, a fost contaminat cu boala legionarilor (legioneloza) și a murit de pneumonie pe 17 decembrie, cu cinci săptămâni înainte de începerea procesului său · .

## Vezi și
- Kurdistan